# تونبرجینول بی
تونبرجینول بی (به انگلیسی: Thunberginol B) با فرمول شیمیایی C۱۵H۱۰O۶ یک ترکیب شیمیایی با شناسه پاب‌کم ۵۴۷۳۳۱۰ است. که جرم مولی آن ۲۸۶٫۲۳ g/mol می‌باشد. 